# 라데츠
라데츠(ラディッツ, Raditz)은 토리야마 아키라의 만화 드래곤볼 애니메이션의 등장 인물이다. 성우는 치바 시게루 / 김민석(비디오) / 김관철(SBS) / 이광수(대원).

## 행적
손오공 친형으로, 드래곤볼에서 손오공 다음으로 등장한 사이어인으로 매우 긴 머리카락을 가지고 있다. 지구로 온 이유는 혹성 베지터의 파괴로 얼마남지 않은 사이어인 중 손오공을 기억하고, 데리러 왔다.
처음 등장 시 손오공과 피콜로를 압도할만큼 막강한 전투력을 보였고, 손오공에게 사이어인의 존재와 특징에 대해서 처음 알려준 존재이다.손오공이 아기 때 머리를 크게 다쳐 자신이 사이어인을 인지 못하고 착한 성격으로 바뀌어있자, 지구인 100명을 죽이라고 명령하고 손오반을 납치해 데리고 간다.
하지만, 손오공+피콜로 연합으로 인해 무너지게 된다. (분노한 손오반의 도움도 컸다.)
이 연합에서 피콜로의 초필살기인 '마관광살포'가 처음으로 등장했고, 이 기술로 라데츠와 손오공을 둘 다 죽이는데 성공한다. 
- 일본 : 치바 시게루
- 대한민국 : 김민석

혹성 베지터가 소멸하였을 때 다른 별을 공격하고 있었기 때문에 생존한 사이어인으로 오공의 친형이다. 냉혹하고 비열하며 남동생인 손오공이 사는 지구로 가서 손오공에게 사이어인의 존재를 가르쳤다. 손오공과 피콜로의 연합 공격으로 손오공과 함께 죽게 된다. 사이어인 중에서도 사실상 가장 약한 전투력을 가졌으나, 오공과 피콜로는 합동 공격으로 간신히 처치한다.